# Данило I Петровић Његош (митрополит)
Данило I Петровић Његош (Његуши, Црна Гора, око 1670 — манастир Подмаине, Млетачка република, 1735) био је цетињски митрополит. Он је обновио Цетињски манастир и покренуо борбу за ослобођење Црне Горе од османлијске власти. Оснивач је династије Петровића Његоша и покретач култа Русије у Црној Гори. Титула му је била: скендеријско-приморски митрополит, а потписивао се и као војеводич српској земљи.

## Поријекло
Иларион Руварац у "Монтенегрини" наводи податак на 129. страни да је владика Данило Петровић манастиру Комоговина, поклонио 12 минеја за душевни спомен родитељах мојих, раба божија Степана и монахије Ане. Исти податак наводи Манојло Грбић у 3. књизи "Карловачко владичанство" на 5. страни. Воеводич србској земљи би можда значило да је био син Војводе са Његуша, а по оцу се и потписивао Шћепчевић.

## Младост
Данило Шћепчевић је имао свега 13 година када је 1683. године почео разорни Велики бечки рат, посљедњи освајачки поход османских Турака. Тешка времена кроз која је Данило у младости прошао су оставила битан трајан печат на његово искуство, омогућујући будућем владики да објективно сагледа и проучи судбину свога народа, што је било и пресудно за његово уздизање на ранг црквенога поглавара својега краја и за његове националне успјехе који су услиједили. Можда најважнијег догађаја, млади Данило је био, још као петнаестогодишњак, свједок битке на Вртијељци 1685. године, подсјећајући "кнезове и старјешине црногорске" на овај болан догађај 22 године касније и писму свима:
| „ | .. Као што вам је познато, колико је само храбрих Срба, Грка, Бугара, Мађара, Нијемаца погинуло у Бечком рату... Претпостављам да ће вас многи прекоравати, али не брините о томе и немојте никоме одговарати, као племенити и познати хајдуци који погинуше.. на Вртијељци... На Митров-дан, 25. у мјесецу, 1714 | ” |

Данило Шћепчевић је први пут упознао српског патријарха из Пећи 1689. године на Цетињу, када је "свети човјек" држао ватрене говоре и подизао морал црногорском народу, подстичући Црногорце да се у Христово име прихвате оружја и с његовим благословом крену у борбу против Мухамеданаца, сви уједињени, чак запријетивши "под строгом казном екскомуникације", забрањујући борбу под зеленом заставом, посебно под командом Сулејман-паше, који је у блиској прошлости тако много напакостио тамошњем хришћанском живљу.
Будући владика Данило из Његоша је посвједочио и још један страховити догађај, тешку превару Млечана из 1692. године. Пошто су Црногорци претходно прихватили повратак млетачке власти у њихове крајеве с циљем борбе против Турака, у чему су побијеђени а Венецијанци и њихов вођа Ђовани Антоније Болица се повукли, Венецијанци су тајно минирали највећу црногорску светињу и потпуно је сравнили са земљом. Цетињски манастир је био најстарији објекат Цетиња, кога је основао још средњовјековни великан Иван Црнојевић 1484. године, а и за сам пораз и црногорско страдање окривљени су Млечићи. Уништавање црногорског националног и вјерског симбола, мјесто гдје су се окупљали не само Црногорци, већ и Брђани, па
1680 чак и Приморци који су били подријеђени сасвим другој држави; светиње која је претходно била претворена у млетачну касарну и центар њихових гувернадура за Црну Гору, је имало за циљ превару примирја с Турцима и елиминацију главне препреке у продору римокатоличке вјере на црногорске просторе, програмом који је установљен још 1638. године од стране Конгрегације за пропаганду вјере у Риму. Ово је отворило пут неповјерењу не само муслиманима, већ и католицима, и отјерало будућег владику Данила у стопостотну учвршћеност у искључиво православној вјери.
Данило Шћепчевић се још као врло мали младић замонашио, отишавши врло рано од своје куће, и отишао на учење пута Светог Саве у монашком миру и самоћи дружећи се и дању и ноћу са Господом Богом.

## Владика
Још док су Млечани били на Цетињу, 1692. године, прије протјеривања гувернадура Ђ. А. Болице и његове војске, изненада је умро владика Висарион Бориловић Бајица, њихов велики савезник који је у свом народу уживао огроман углед. Још 1690. године у вријеме велике сеобе Срба је српски пећки патријарх избјегао далеко на сјевер, а Пећку патријаршију заузео један фанариот, Грк по имену Калиник I, који је спроводио турску државну политику у Српској Цркви. Венеција је имала више кандидата, све са своје територије (Боке которске, тј. тзв. „Млетачке Албаније“), али ниједан није био довољно добар, јер није у црногорском народу уживао велики углед. Једно вријеме се разматрала и могућност да се остави мјесто упражњено, како би лакше Венеција контролисала Црну Гору, или чак да се католички пропагандист постави на мјесто Црногорске митрополије, што је брзо напуштено као тешко опција тешко прихватљива за Црногорце. Посљедњи и најозбиљнији кандидат им је био бивши београдски митрополит Хаџи-Симеон, али је и он напуштен због своје превртљивости (био је у служби Хабсбурговаца, потом Дубровачке републике, а на крају и пришао к Венецијанцима након великих поклона). Турски човјек кога је предложио пећки патријарх Калиник I није прошао на избору, већ је на Црногорском збору 1694. године изабран нико други до кандидат српског одбјеглог патријарха Арсенија III Чарнојевића, Саватије-Сава Калуђеровић из Очинића. Но, владиковао је само непуне три године, и умро, што је поновно отворило питање цетињског владике.
Данило Шћепчевић из Његуша, нови кандидат Патријарха српскога, је као двадесетседмогодишњак изабран 1697. године на Црногорском збору за новог вјерског поглавара српске православне Цетињске митрополије, што је био битна прекретница у српској националној историји и један од неколико битних догађаја ових крајева који су означили турбулентни период великога Бечкога рата у јеку сукоба између Османлија и Венецијанаца. 1700. године се запутио у далеки Сечуј у хабзбуршкој Угарској, гдје га је хиротонисао српски пећки патријарх у избјеглиштву Арсеније III Црнојевић за канонског Цетињског владику и Митрополита Скендерије и Приморја; слиједи црквени опис завладичења:
| „ | Патријарх је прије овог објавио својој пастви да ће се тога дана владичити млади црногорски господар, па зато су се стекла била у Сечују многа српска властела [..] Ово није био збор обичног владичења, те да су се стекли били људи из љубопитства, већ је то био збор најодабранији Срба, који имаду осећање за свој народ и за његову будућност, да учествују из топле љубави и усрдности при владичењу младог црногорског господара, да виде српску узданицу, да виде оног, који ће да оживи српски дух, српску слогу и узоритост, да створи српску државу; да се нагледају твораца нове српске врлине. | ” |

Владика Данило је изградио врло близак однос са патријархом Арсенијем Чарнојевићем, који му је био земљак и сусјед, однос према свом надлежном у црквеној хијерархији се види и у писму „Поштованим кнезовима и старјешинама црногорским“ из 1714. године, гдје за њега Данило тврди:
| „ | .. да није био рђав, већ свети човјек.., али је отишао напустивши своје сједиште због страха од турске силе, а то није урадио из било којег другог разлога, јер је био вољен и од Бога и од владара, и волио га је ћесар и руски цар који му је послао (на дар) једну одежду и једну митру, као брату или сину.. | ” |

Године 1707, владика Данило Шћепчевић је разговарао са млетачким провидуром за Далмацију и Албанију Густавом да Ривом, из Херцег Новога, који је намјеравао да у Боки окупи Грбљане, Мајине, Поборе, Бјелопавлиће, Никшиће, Куче, Озриниће, Цетињане и све преостале "народе" Горњих Брда, али раније искуство и подозривост владике Данила није довела до обнове онога што је било крајем XVII вијека. Праву искреност је Данило показао према једновјерној, словенској и православној Русији, оживљавањем историјских крвних и црквених српско-руских веза и преусмјеравањем Црне Горе ка новој директиви, здружавања свих православних, конкретно словенских народа, на балканском полуострву, што је усмјерило Црну Гору ка руском култу стољећима који су услиједили потом.
У ту сврху, 1711. године је руски цар Петар Велики из династије Романова дао грамату Црногорцима и послао једнородне Србе, пуковника Михаила Милорадовича из Херцеговине и Ивана Лукачевића Подгоричанина да му донесу грамату на Цетиње, којом се упућује позив на општенародни устанак против Османског царства. Владика Данило је тада позвао све Црногорце и одржао један Општенародни сабор испред своје митрополитске резиденције, гдје је одржао један говор надахњивања:
| „ | Ми смо, љубезна браћо Црногорци, чули да имамо христијанскога Цара на сјеверну страну свијета, Бог зна колико далеко, и вазда смо жељели за њега и за његово царство знати, но како смо у овијем горама са сваке стране затворени, тако нијесмо могли ни од кога ништа разумјети, и нама се чинило да он за нас, како за једну шаку малога међу змијама и скорпијама затворенога народа, не може ништа знати и да његови посланици не би могли до нас доћи. Но ево данас, благодарећи Бога, његове посланике видимо и његове царске грамате у руке имамо; посланике, говорим, не туђине, него нашу браћу Србље, који нам кажу, како и грамате јављају, да је оно Петар Први Велики, Император и Самодржац Всеросијски, и да је његово Богом благословено Царство силно и пространо више од свакога царства у свијет. Он ратује с Турцима, и не иште друге славе, него да цркве Христове и манастијере ослободи и на њима часни крст подигне, и да род христијански испод љутога јарма и синџира турскога избави. За то дужни смо ми, и сваки христијанин у свијет, не само Бога непрестано молити, да он буде Цару нашему предводитељ, него и сваки по својој могућности да се приготови, и духом неустрашиме храбрости и мужества против обштега христијанскога непријатеља оружа, и ако тако узчинимо, ми ћемо се к Русима и Руси к нама, при помоћи божјој, приближити, да не будемоједни од другијех далеко и Бог ће бити нама помоћник. Како смо с Русима једне крви и једнога језика, тако и сусједством да се приближимо. Оружајте се, дакле, браћо моја Црногорци, како витезови, и ја сам готов с вама имања и живота мога не поштеђети на услугу благочестивога Цара христијанскога и премилога отечества нашега, молећи преблагога Бога, да нам молитвом пречисте матере и свијех светијех буде помоћник и руководитељ. | ” |

Данило Шћепчевић је направио заокрет од претходних владика, који су се бавили малтене искључиво црквеним питањима, и направио конкретне покрете ка уљуђивању и просветљивању својих поданичких вјерника, њиховом уједињавању, како би беспотребно пролијевање братске крви било за свагда прекинуто, конкретно борбом против крвне освете, и сви се сјединили у својој борби против знатно опаснијег заједничког непријатеља, уједињавањем свих племена под пријетњом Страшног суда који би их чекао послије смрти за сва нечастива дјела која су учинили током свог живота, односно отпочињању процеса ослобођења Црне Горе и зачетака стварања државе из митрополије.
Иако је рукоположен у Угарској од одбјеглог српског патријарха Арсенија Црнојевића, нови патријарх у Пећи Калиник га је признавао за митрополита и позвао га је у Пећ да учествује у рукополагању новог босанског митрополита, што се и десило. Из те чињенице Димитрије Руварац је негирао Истрагу потурица јер је сматрао да Данило након насиља над црногорским потурицама не би могао ићи несметано кроз турску земљу. Лазар Томановић се није слагао са тим ставом.

## Култ Косова
Моћно насљеђе средњовјековне српске државе у црногорским крајевима се никако није заборављало, међу њима кнез Лазар, Милош Обилић и поготово косовски култ пропасти српског царства. Владика Данило Шћепчевић је био врло много заокупљен косовском трагедијом српскога народа и оним што се десило на Косову пољу 1389. године те и освети и обнови српске државности, што показује и у већ цитираном писму "Поштованим кнезовима и старјешинама црногорским" из 1714. године:
| „ | Само да знате да смо још живи и здрави и да, иако смућени великом несрећом, непрестано мислимо на вас. Требало је да вас одвојим, али не по својој вољи, већ због османске силе која вас напада. Ова, пошто вас је подјармила, задавши вам лажну вјеру, потпуно вас је смутила, уништила и учинила је да изгубите вјечну славу и поштовање које вам је додијелио Господ Бог, а што је изазвало дивљење и царева и краљева с обзиром на храброст и смјелост што сте показали за пресвету вјеру, те због тога сам много ожалошћен и кунем се Богом и Мајком Божјом да ми није било жао умријети са вама. Била би ми драга смрт да сте хтјели да сви скупа славно и часно погинемо, као што су то урадили кнез Лазар и Милош Кобилић, који уби цара на Косову и погину са својим господарем и са њихових седам хиљада бораца - што нас Црногорце довело у ове крше - оставивши послије смрти вјечну славу; и потребно је, као што је сам цар Петар (руски цар) наредио, с обзиром на љубав показану према вјери. Сигуран сам да ове моје ријечи неће бити баш драге многима пошто сте узнемирени од нападаја и пожара који вас уништише. Ако је још неко жив, нека не клоне, већ нек слави Бога и нека каже да нам је Господ Бог послао зло по свом праведном суду због наших гријехова, а они који нису више у животу нека се пред Богом кају и плачу и нека кажу: 'Господе, смилујте се на нашу биједу и опростите нам гријехове'. Не будите тако бездушни да се тјешите туђим злом, већ као хришћани живите у љубави и миру, пошто ће вам можда благи Бог помоћи да повратите своје земље и да увећате своје насљедство. Ја вам се кунем да ћу, ако убрзо не умрем или ако ми се не деси нека несрећа на путу, ускоро бити међу вама, ако Бог и Мајка Божја ми буду удијелили ову милост. Нећемо остати у животу по одлуци сатане, а ако ме благи Бог сретно доведе до цара (руског Петра Великог), па да бих пред њим изгубио и главу, заиста ћу се заузети за вас. Благи Бог зна, а исто тако и читави свијет, да код нас нема лажи док смо беспрекорном вјерношћу служили и цару Петру и Богу.. | ” |

## Титула: скендеријско-приморски и територија владичанства
У титули митрополита Данила се не спомиње црногорско име, само скендеријско-приморско. Историчар Андрија Лубурић у књизи Поријекло и прошлост Династије Петровић наводи неколико његових писама и у свима је титула иста. Тако у писму из 1704. године, између осталога пише: Данил, божијеју милостију митрополит скендерски и приморски.. Јохан Георг Кол у књизи Путовање у Црну Гору описује звоно које је изливено у Млецима у вријеме митрополита Данила. На звону је писало: Daniel Mitropolita di Scanderia ed oltra Marina... anno 1718. Саво Брковић је исто тврдио за владику Данила, а по питању владике Саве гријеши, јер је он у ранијем периоду имао титулу истовјетну Даниловој. И у грамати руског цара Петра Великог Данило је споменут као митрополит скендеријски и приморски. Зато га је историјски неисправно титулисати митрополитом црногорским иако у његово вријеме постоји црногорско име и неформално он јесте митрополит и Црногорцима. У повељи митрополита Данила, коју је издао патријарх Арсеније III Црнојевић 1700. године, означено је подручје владичанства: у Скендеријско владичанство улазила су сљедећа мјеста: Црна Гора (Стара Црна Гора - крај око Цетиња) и племе Грбаљ, Паштровићи, Кртоли, Луштица и градови Бар, Скадар, Улцињ и Подгорица, Жабљак, а у племе Зета и Кучи, Васојевићи, Братоножићи, Пипери и Вјелопавлићи. Млетачки документ из 1717. године га наводи као владику Скендерије и Цетиња (mons. Danilo Vescovo di Schenderia e di Cettigne).

## Насљеђе
Данило Шћепчевић Његош је основао династију Петровића Његоша, која је Црном Гором управљала више од два вијека и дала подстрек цјелокупном организовању и националној борби српскога народа који је живио под Турцима, те која је успјела у скоро немогућој мисији изградње, подизања и развијања самосталне црногорске државности.
Његов знатно каснији насљедник, владика пјесничкога духа Петар II Петровић Његош, је опјевао владику Данила - "сирак тужни без нигђе никога", у свом врхунском дјелу „Горски вијенац", који представља врхунац српске народне књижевности. Петар илустровано приказује Данилове ставове кроз ријечи:
| Црни дане, а црна судбино! О кукавно Српство угашено, зла надживјех твоја сваколика, а с најгорим хоћу да се борим! | Бог вас клео, погани изроди, што ће турска вјера међу нама? Куда ћете с клетвом прађедовском? Су чим ћете изаћ пред Милоша и пред друге српске витезове, који живе доклен сунце грије? | Удри за крст, за образ јуначки, ко гођ паше свијетло оружје, ко гођ чује срце у прсима, хуљитеље имена Христова да крстимо водома ли крвљу! Тријебимо губу из торине! Нек пропоје пјесна од ужаса, олтар прави на камен крвати | Прокле Мара свог сина Станишу, прогризе јој сису у посање, рајско пиће просу у њедрима, Стиже ђецу родитељска клетва! Станиша је образ оцрнио, похулио на вјеру Христову, на јуначко племе Црнојево, обука се у вјеру крвничку и братске је крви ожеднио |

## Преписка
Углавном је писао писма (извјештаји о актуелним догађајима, молбе...) привременим млетачким провидурима у Котор и Херцег Нови. У писму кучком војводи Петру Иликову Дрекаловићу од 30. августа 1712. му пише: ...Поздравите све кучке витезове, као вазда слободне и своје господаре, који су умјели чувати своју србску слободу.

### Црквене теме
Титула Данил митрополит скандаријски и приморски, а не црногорски, му је у скоро свим писмима (pp. 86.). Титулисао се као владика от Цетиња и митрополит од Скандарије (pp. 98.). 1701. г. користи још стари обичај датирања година (када се обраћа својим поповима) па ту годину води под 7209. годином (pp. 88.), а када се обраћа људима (било православцима или католицима и странцима) који живе на млетачкој територији пише по датирању година од Христовог рођења (1701...). Манастир Градиште је и 1725. г. православни манастир (pp. 98.). 1726. г. у визиту долази патријарх српски Арсеније IV Јовановић Шакабента. О томе Данило пише ванредном провидуру Габријелу Болдуу: ...дошо у визиту у ове стране Свети и блаженејши господин патријарх пећски по старозаконом обичају... (pp. 108.). За цркву пише: света мати црква (pp. 134.). Рисан је тада (1728.) друго владичанство: ...не само ове от наше епархје, ма и оне от Рисна... (pp. 129.).
Због вербалног напада од стране једне жене на једног православног свештеника (по Данилу, невином) у Котору пише 1729. г: ...за они процес који се учинио сврх оног попа Стефана у Котору, а по ријечи оне недобре жене која бешчасти свештенике... колико је зла било по свему свијету са злијех женах. А ми тога попа познајемо и познали смо га да је добар свештеник. Зато смо га и посвештали и у та(ј) град послали... да није добро да овца пастира хули и бешчасти... (pp. 134.). Жену ону проклету и злу која је гора от оне Иродијаде која је чинила посјећи Јована Крститеља, тако и ова проклета псовала и срамотила Божијега свештеника... да је Ви кастигате (кстигате-казните) (pp. 136.). У односу на которског бискупа (Giacinto Zanobetti) је 1730. г. написао: Преосвештени господин биксуп которски нама је по Духу Светому брат, ма је боље да живимо у љубав и да не слушамо неке лашце који ову крајину муте... (pp. 160.).

### Топонимија и особине приморских, црногорских и зетских племена
Зета (pp. 109.), Брда и Приморје му нису Црна Гора и Приморци и Брђани му нису Црногорци (pp. 91., 107.) јер их у писмима одваја. 1723. г. спомиње Црногорце у Пероју (pp. 98.). Од осталих назива мјеста спомиње Ниш (pp. 152.), Скопље, Крф, Мореју (не Пелопонез), Цариград (не Истанбул, Станбол..., pp. 111.), Делмација (не Далмација, pp. 127...), ја сам био у Млетке (а не у Венецији, pp. 147.), Бар и Уцињ (а не Улцињ, pp. 150., 155.).
Због сукоба Црногораца и Паштровића (које назива и Паштројевићи, pp. 120., 127., 130., 157.) пише: ...а наше Црногорце и наше Паштровиће не би свети Јован Златоусти у праву регулу обрнуо... (pp. 119.), ови проклети народ (pp. 132.), ова луда земља, мислећи на Црну Гору која му се због ситница замјерила моћном Бећир паши Ченгићу, дуждевом пријатељу (pp. 153.). Описује и карактер Црногораца: Црногроци се не држе на силу... него стоје сиромаси, сврх себе и бране и душу и вјеру... (pp. 120.). ... јер сам хром, не могу по горах ни пљеши, ни на коња ходит.. (pp. 122.), од чега (глагола пјешачити) је можда настало племенско име Пјешивци. 1728. г. у цркви у Будви је учинио мир (примирје, вјеру) између Цетињана и Паштровића: ...потрудили смо се сист доље у Приморје и саставили смо Цетињане и Паштројевиће у нашу цркву... и заклели се обије парте да ће држат тврду вјеру до Томина дневи, а мир и кметство о Крстову дневи за које ће Ви може бит писат и војвода Марко Рафаиловић... (pp. 130.). Црмничани и Паштровићи су учинили вјеру (примирје) 1729. г. (pp. 157.).
Године 1729, Данило извјештава о похари племена Груде (јужно од Подгорице) од стране "Турака" из Подгорице, јер Груде не дају своју муку коју Турци желе да отму (pp. 135.). Груде спомиње као народ кршћански (pp. 136.) из чега се види да то племе (Тузи) још нису исламизирани и да су могуће били католици, а можда још и Срби - Словени, православци, јер Данилов савременик Вицко Змајевић Зетску равницу назива српском низијом, а њему су православци српског језика Срби.
Не зна писати латиницом: Ми нижепотписани не умијући писат латински... (pp. 111.). Писма која се шаљу се тада називају књига и шаљу се по разним људима: коју смо Ви послали јутрос рано по нашему ђаку (pp. 148.). О племену Побори пише да су људи мирни (pp. 148.), а Грађани (племе) и њихов поп Богдан су му правили проблеме, али су се касније покајали. Називао их је ребелима (бунтовницима): врзи тога попа Богдана у тамницу и све Грађане (pp. 142., 143.). Тада су актуелна не само отимања стоке него и жена као и окрутна убиства: жену му и сестру зли људи уграбили, као 2 овце, пак је једва жену откупио, а сестру неће никад откупит ни виђет... 1729 (pp. 154.), Прво су му убили сина најбољега, пак су кели и Марка убит. И тако је утеко у своје куће, пак су га и ту оковали да га ужде (запале) са свом чељађу. И убили му малога сина и кћер. (pp. 157.), Убили му најприђе сина, пак кћели и оца... ови је сиромах једва жив утеко су нешто мале ђеце... посла сам њега и дошо је у Будву тер је укопа два сина... (pp. 158.).

### Војвода српске земље
Запис од 12. марта 1732. са рукописног Јеванђеља у којем се Данило помиње као војеводиц српској земљи.

## Вицко Змајевић о митрополиту Данилу
Вицко Змајевић који је био савременик Данила Петровића, у својим писмима говори све најгоре о њему. Године 1718. замјерао му је на одржавању црквене литије у Котору и онемогућио му изградњу православне цркве у већински православној Будви. Вицко је сретан због успјеха римокатоличке цркве на турској територији, остварених преко подмићивања турских власти али му проблем задају шизматици, посебно бискуп са Цетиња који нема образовање сразмјерно свом положају и противник је римске цркве. Данило протеже свој утицај и над Котором. Након свог дјеловања против бискупа которског Драге (Марин Драго), по Вицку, устао је и против Вицкове Барске надбискупије. С оне стране Барске бискупије, која је турска поданица, Вицко се лакше носио са православцима (схизматицима) јер су му у томе припомагали Турци. У Паштровићима тада има неколико католичких кућа а народ су поданици Републике Венеције. Споменути цетињски схизматички бискуп хтјео је отети капелицу која је грађена прије неколико година. За то, као и за будуће неугодности, Вицко се обратио угледу пресвијетлог господина генерала... (Пераст 28.2.1704.). 1720. г. Вицко пише о сусрету тројице српских бискупа на Цетињу..

## Смрт
Митрополит Данило се упокојио у светој обитељи Стањевићи 1735. и био је сахрањен у њој. Ту је почивао до 1856. године када је трудом књаза Данила пренесен на Цетиње. Данас му је гроб на Орловом кршу, брду изнад Цетињског манастира.

## Маузолеј
Маузолеј владике Данила подигнут је поводом прославе двестогодишњице династије Петровић Његош, 1896. године. Маузолеј је изграђен на Орловом кршу, брежуљку на југозападном делу Цетињског поља, који доминира југозападним делом Цетиња, а са ког се пружа поглед на старо језгро некадашње црногорске престонице и читав ловћенски масив. Маузолеј данас представља туристичку атракцију, а деценијама је омиљено излетиште локалног становништва. Један од најзначајнијих споменика непокретне културне баштине у историјском језгру Цетиња и први сачувани јавни споменик на Цетињу.